# Catarman (Camiguin)
Pour les articles homonymes, voir Catarman.
Catarman est une municipalité de la province de Camiguin, située dans la région de Mindanao du Nord aux Philippines.